# كريستينا روبنسون
كريستينا روبنسون (بالإنجليزية: Christina Robinson)‏ (و. 1997 – م) هي ممثلة، من الولايات المتحدة الأمريكية، ولدت في لوس أنجلوس.

## وصلات خارجية
- كريستينا روبنسون على موقع IMDb (الإنجليزية)
- كريستينا روبنسون على موقع ألو سيني (الفرنسية)
- كريستينا روبنسون على موقع أول موفي (الإنجليزية)
- كريستينا روبنسون على موقع قاعدة بيانات الفيلم (الإنجليزية)
- كريستينا روبنسون على موقع كينوبويسك (الروسية)